# Utopía Live from MetLife Stadium
Utopía Live from MetLife Stadium è il secondo album dal vivo del cantante statunitense Romeo Santos, pubblicato nel 2021 ma registrato nel 2019.

## Tracce
1. Dominicano Soy (Intro) – 0:34
2. Ileso – 3:37
3. La Diabla – 2:28
4. Amigo – 2:22
5. Eres Mía – 2:48
6. Imitadora – 3:54
7. Amor Enterrado (featuring Joe Veras) – 3:53
8. Millonario (featuring Elvis Martínez) – 3:52
9. Perjurio – 3:04
10. Llévame Contigo – 2:50
11. Años Luz (featuring Monchy & Alexandra) – 3:36
12. Propuesta Indecente – 3:10
13. Payasos (featuring Frank Reyes) – 3:26
14. Canalla (featuring El Chaval De La Bachata) – 3:44
15. Odio – 2:09
16. Los Últimos (featuring Luis Vargas) – 5:07
17. Promise – 3:06
18. El Beso Que No Le Di (featuring Kiko Rodriguez) – 3:25
19. Por Mi Timidez – 2:31
20. Inmortal (Aventura) – 5:10